# Balázs Árpád (dalköltő)
Balázs Árpád, medgyesi (Kolozsvár, 1874. november 16. – Budapest, 1941. március 23.) zeneszerző, dalköltő.

## Származása, tanulmányai
Édesapja, Balázs Endre, tartalékos főhadnagy, távirdafőnök volt, édesanyja, Szijjártó Jozefin. A család generációkra visszamenőleg őskolozsvárinak mondható. Öten voltak testvérek, s Balázs Árpád a harmadik gyermek volt.
1887-ig szülővárosában, Kolozsvárott tanult. Tehetségét korán felismerte a család, ezért a tizenkét esztendős Balázs Árpád a kolozsvári konzervatóriumban hegedülni tanult Farkas Jánostól, az elméleti képzést pedig a nagynevű Farkas Ödöntől kapta.

## Pályafutása
Jogi tanulmányai után 1919-ig árvaszéki tisztviselő volt Zilahon. Első felesége, a kolozsvári származású Triska Irén korán elhunyt. Második felesége báró Bánffy Klára lett. Első sikeres nótáját 1902 márciusában írta (Gyere velem akáclombos falumba…). 1905-ben jelent meg az első nótakönyve, és húsz esztendő múlva már a hetedik önálló Balázs Árpád-daloskönyv került a boltokba. 1936-ig már több mint kétszáz Balázs-nóta és -népies műdal volt ismeretes, magyar költők verseit is megzenésítette.
1919-től Budapestre költözött, s a rendőrség szolgálatába lépett, 1924-ig rendőrkapitány volt. 1920-ban a Zeneakadémián tartotta meg első koncertjét. 1927-1933-ig Budapest székesfőváros rendőrségi főkapitány-helyettesi tisztét töltötte be. 1933-ban nyugdíjazták. 1933-ban magánúton zeneelméletet tanult Karacsay Tibortól. Egy ideig a Magyar Rádió Újság szerkesztője is volt. Szerepelt a Magyar Rádió két világháború közötti műsoraiban, saját szerzeményeit énekelte zenekísérettel. A Magyar Zeneszerzők és Szövegírók Szövetségének elnökhelyettesi tisztét is viselte.

## Dalaiból

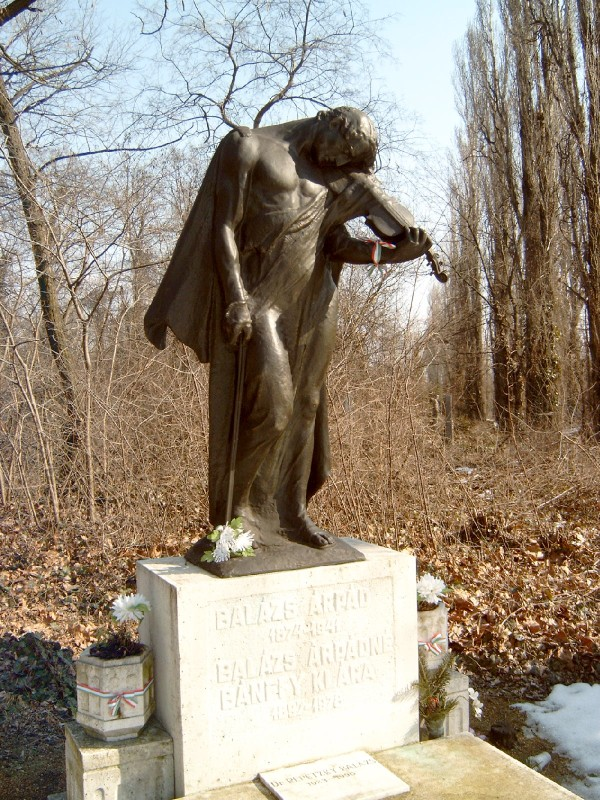
Balázs Árpád sírja Budapesten. Kerepesi temető: 46-1-2. Siklódy Lőrinc szobrász alkotása.

- Gyere velem akáclombos falumba – első dala! (Fényes Loránddal)
- Nem tudok én néked, csak virágot hozni (Farkas Imrével)
- Ahogy én szeretlek, nem szeret úgy senki (Farkas Imrével)
- Itt hagyom a falutokat nem sokára (Éltető Ákossal)
- Egy csillaggal szegényebb lesz nemsokára az égbolt (Fényes Loránddal)
- Kantinosné angyalom (Antal Ivánnal)
- Valakinek muzsikálnak a faluban valahol
- Befordúltam a konyhára (Petőfi Sándor szövege)
- Fa leszek, ha fának vagy virága
- Két babonás szép szemednek

## Emlékezete
- Dalait ma is játsszák és énekelik országszerte.[1]
- Balázs Árpád nótaszerzőnek, akinek Ady verset dedikált, a Szilágy Társaság és a Pro Zilah Egyesület emléktáblát állított Zilahon 2000. december 23-án. A román, magyar és német nyelvű tábla felirata: „E házban lakott a nótaszerző Balázs Árpád (1874–1941)”, a márványtáblán látható bronz portré-domborművet Sepsi József szobrász készítette.[2]
- Síremléke a Kerepesi temetőben áll, Siklódy Lőrinc szobrász készítette.